# Darius (Vorname)
Darius  ist ein männlicher Vorname.

## Herkunft und Bedeutung
Beim Namen Darius handelt es sich um die latinisierte Form des altgriechischen Namens Δαρεῖος Dareîos. Dieser stellt eine Transliteration eines altpersischen Namens 𐎭𐎠𐎼𐎹𐎢𐏁 Dārayauš dar, einer Kurzform von 𐎭𐎠𐎼𐎹𐎺𐎢𐏁 Dārayavauš. Dieser setzt sich zusammen aus den Elementen 𐎭𐎠𐎼𐎹 dāraya „halten“, „erhalten“, „besitzen“, „bewahren“ und 𐎺𐎢 vau „gut“ und bedeutet „das Gute festhaltend“, „das Gute besitzend“, „die Güte besitzend“.

## Verbreitung
In den Vereinigten Staaten nahm die Beliebtheit des Namens Darius ab den 1950er Jahren zu. Seit 1972 gehörte der Name zu den 500 meistgewählten Jungennamen. Den Höhepunkt erreichte die Popularität in den 1990er Jahren. Als höchste Platzierung belegte er in den Jahren 1990 und 1991 Rang 152 der Hitliste. Im Jahr 2000 verließ Darius nach 11 Jahren die Top-200 der Vornamenscharts, im Jahr 2015 erstmals auch die Top-500. Zuletzt belegte Darius Rang 678 der Vornamenscharts (Stand 2023).
In Litauen kommt der Name Darius sehr häufig vor.
Der Name Darius wird in Deutschland eher selten vergeben. Zwischen 2010 und 2022 wurde er nur etwa 2.500 Mal als erster Vorname gewählt. Besonders häufig wird er dabei in den sogenannten neuen Ländern, insbesondere Thüringen, vergeben. Im Jahr 2022 stand er auf Rang 252 der Vornamenscharts.

## Varianten

### Männliche Varianten
- Arabisch: داريوش Dārīūš
- Hebräisch: דָּרְיָוֶשׁ dārjāwæš
- Griechisch
  - Altgriechisch: Δαρεῖος Dareîos
- Italienisch: Dario
- Kroatisch: Darijo, Dario
- Litauisch: Darijus
- Persisch: داريوش Dārīūš
  - Altpersisch: 𐎭𐎠𐎼𐎹𐎺𐎢𐏁 Dārayavauš, 𐎭𐎠𐎼𐎹𐎢𐏁 Dārayauš
- Polnisch: Dariusz
  - Diminutiv: Darek
- Portugiesisch: Dário, Dario
- Russisch: Дарий Darij
- Spanisch: Darío
- Ukrainisch: Дарій Darij

### Weibliche Varianten
- Belarusisch: Дар'я Darja
- Englisch: Daria
- Estnisch: Darja
- Finnisch: Tarja
- Griechisch: Δαρεία Dareía, Daria
- Italienisch: Daria
- Kroatisch: Daria, Darija
  - Diminutiv: Darinka
- Polnisch: Daria
- Rumänisch: Daria
- Russisch: Дарья Darja
  - Diminutiv: Даша Dascha
- Serbisch: Дарија Darija
- Slowenisch: Darija, Darja
  - Diminutiv: Darinka
- Tschechisch: Darja
- Ukrainisch: Дарія Darija, Дар'я Darja,  Одарка Odarka
  - Diminutiv: Дарина Daryna

## Namensträger

### Antike Namensträger
- Darius der Große,  (549–486 v. Chr.), dritter Großkönig des persischen Achämenidenreichs
- Darius II., von 423 bis 404 v. Chr. persischer Großkönig
- Darius III. (ca. 380–330 v. Chr.), letzter persische König des Achämenidenreichs.
- Darius der Meder, im biblischen Buch Daniel erwähnter medischer König

### Moderne Namensträger
- Darius Boyd (* 1987), australischer Rugby-League-Spieler
- Darius Danusevičius (* 1968), litauischer  Forstgenetiker
- Darius Garland (* 2000), US-amerikanischer Basketballspieler
- Darius Kampa (* 1977), deutscher Fußballtorhüter
- Darius Kasparaitis (* 1972), litauischer Eishockeyspieler
- Darius Khondji (* 1955), französischer Kameramann
- Darius Kvedaravičius (* 1974), litauischer Umweltpolitiker, Vizeminister
- Darius Liutikas (* 1977), litauischer Agrarpolitiker, Vizeminister
- Darius Maskoliūnas (*  1971), litauischer Basketballspieler und Trainer
- Darius McCrary (* 1976), US-amerikanischer Schauspieler
- Darius Milhaud (1892–1974), französischer polytonaler Komponist
- Darius Miller (* 1990), US-amerikanischer Basketballspieler
- Darius Nggawa (1929–2008), indonesischer Bischof
- Darius Rafat (* 1977), kanadischer Musikproduzent und Komponist
- Darius Raulušaitis (* 1975), litauischer Jurist, Generalstaatsanwalt Litauens
- Darius Razmislevičius (* 1980), litauischer Politiker, Mitglied des Seimas
- Darius Remeika (* 1972), litauischer Tierarzt und Agrarpolitiker, Vizeminister
- Darius Rucker (* 1966), US-amerikanischer Musiker
- Darius Ruželė (* 1968), litauischer Schachgroßmeister
- Darius Sadeckas (*  1979), litauischer Politiker, Vizeminister
- Darius Jonas Semaška (* 1967), litauischer Diplomat, Botschafter
- Darius Songaila (* 1978), litauischer Basketballspieler
- Darius Trijonis (* 1973), litauischer Geistlicher, Bischof von Šiauliai
- Darius Urbonas (* 1974), litauischer Verwaltungsrechtler und Politiker, Vizeminister des Inneren
- Darius Varnas (* 1973), litauischer Politiker, Bürgermeister von Ukmergė
- Darius Vassell (* 1980), englischer Fußballspieler